# مگی راجرز
مارگارت دیبای راجرز (به انگلیسی: Margaret Debay Rogers) نوازنده، خواننده و ترانه‌سرا و تهیه‌کننده آمریکایی از ایستن، مریلند است. وی در پی آهنگی با نام «آلاسکا» که در طول کلاسی کارشناسی ارشد برای فارل ویلیامز در دانشگاه نیویورک پخش شد به شهرت رسید. آهنگ‌های «آلاسکا» و «سال سگ» در رتبه ۶۴ام و ۱۷۳ام لیست Triple J Hottest 100سال ٢۰١۶ قرار داشت.